# Wildpark Potsdam

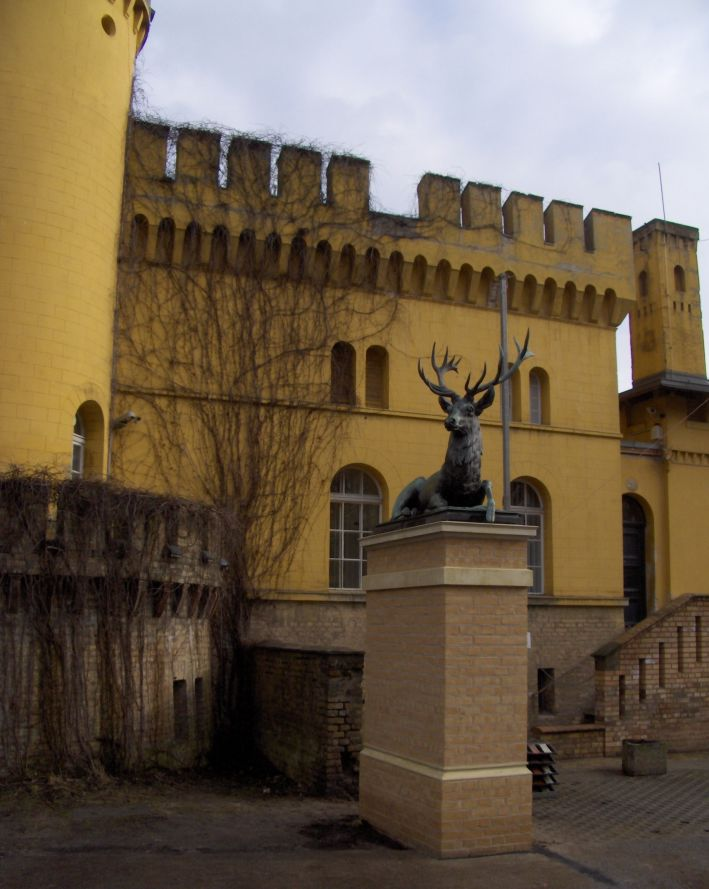
Hirschbronze am Eingang zum Wildpark beim Forsthaus Sanssouci-Tor

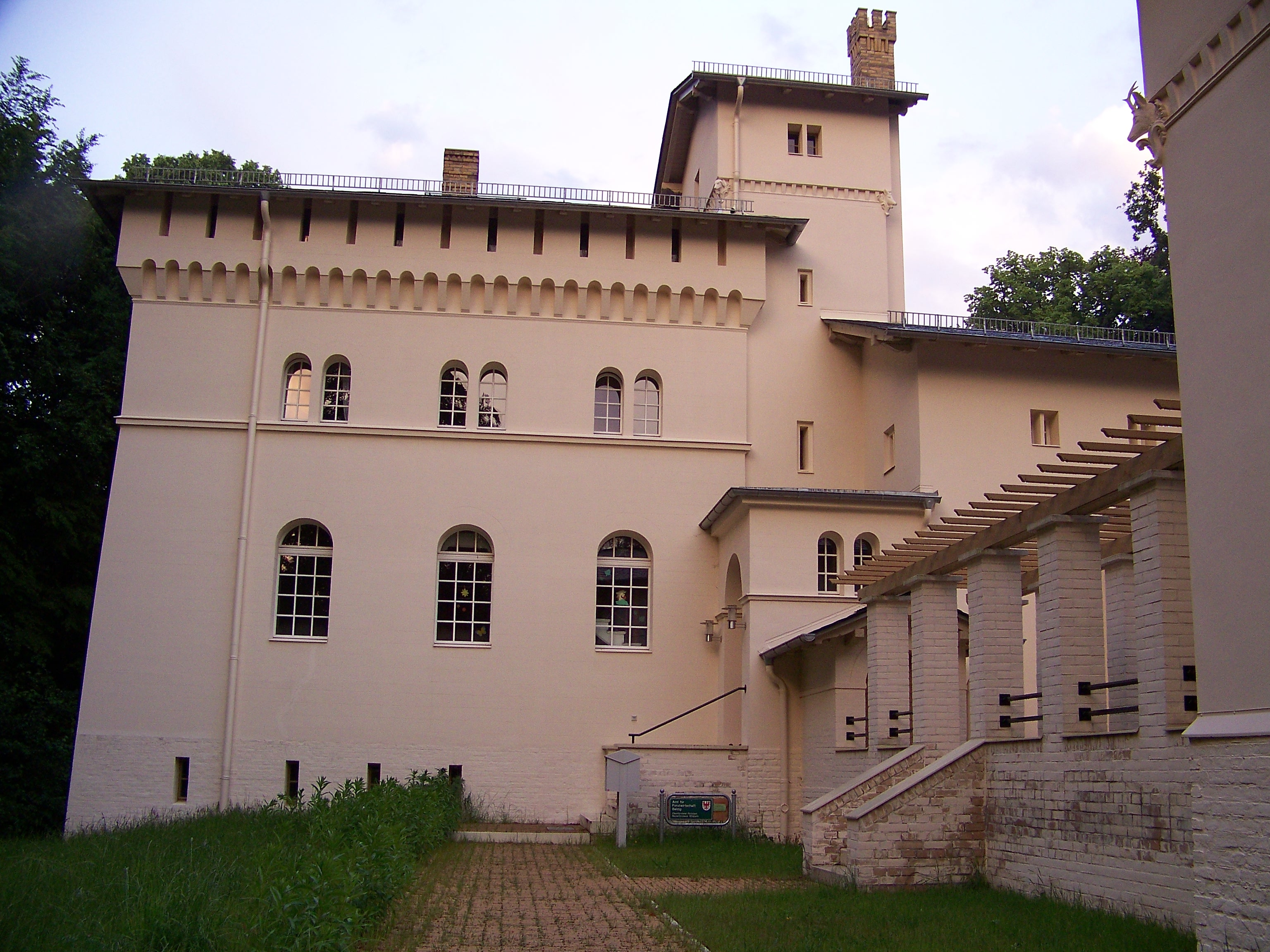
Die Wildmeisterei am Kellerberg

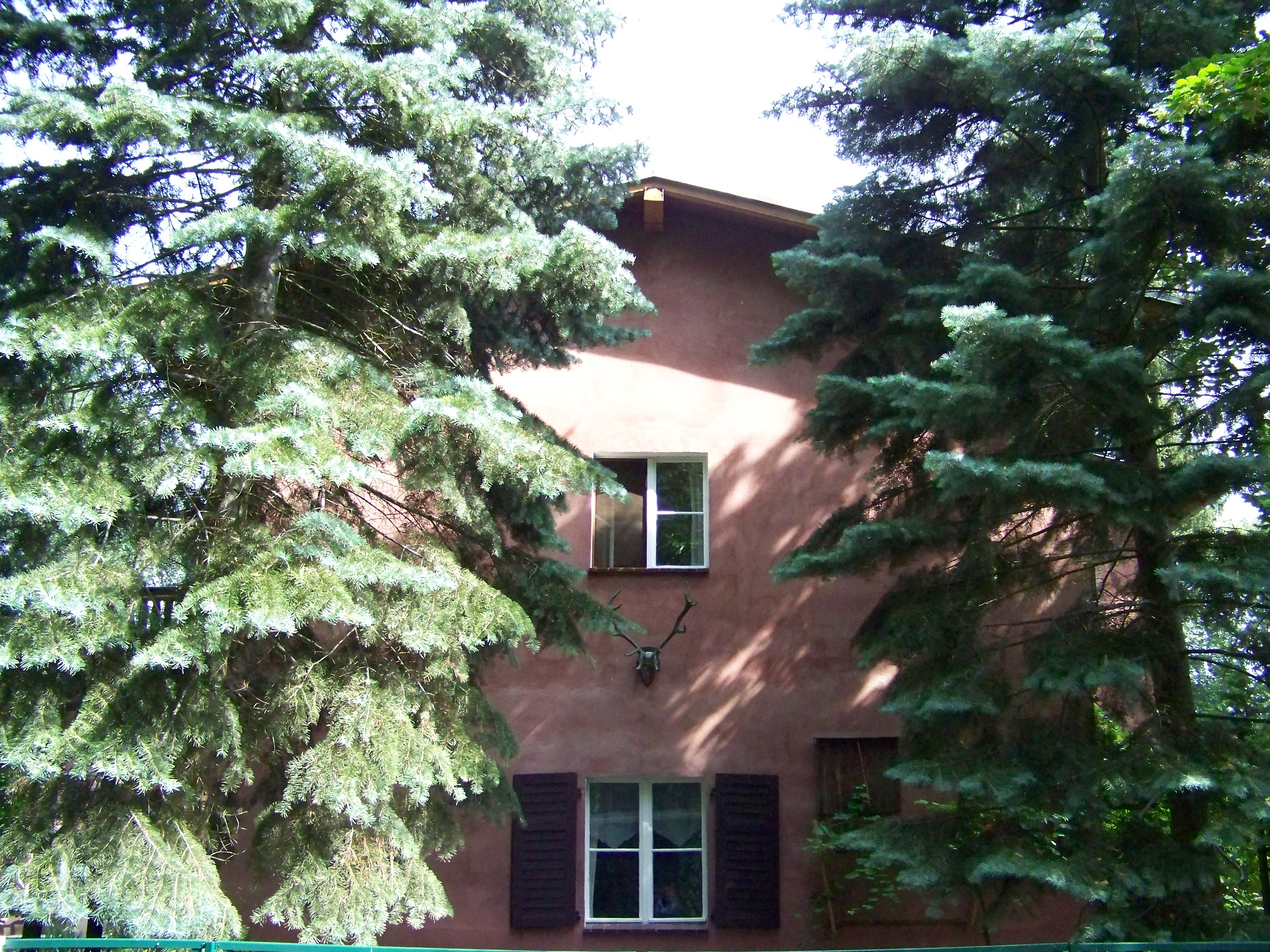
Alte Entenfängerei

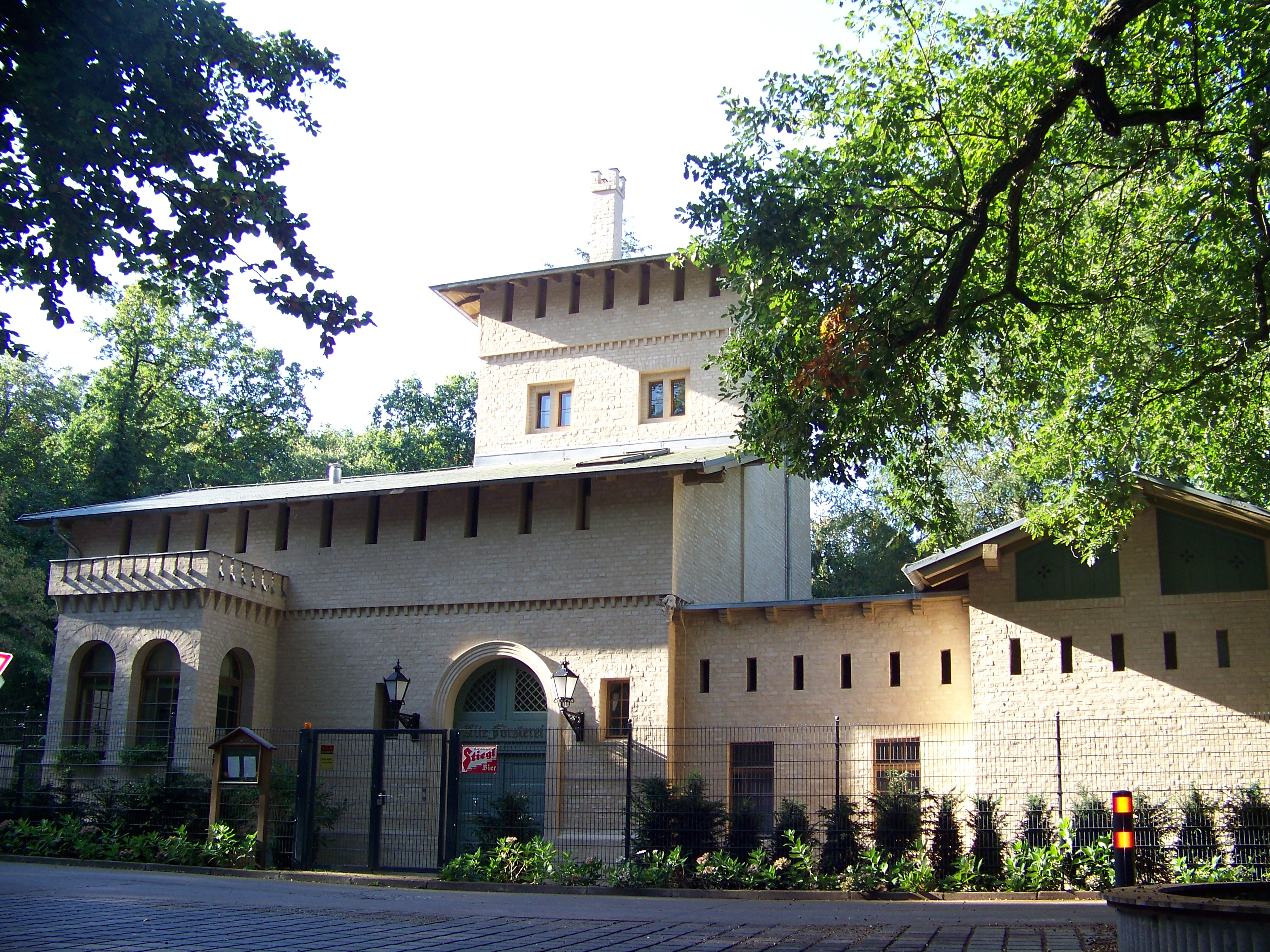
Forsthaus Südtor

Der Wildpark Potsdam ist ein an den westlichen Stadtrand Potsdams anschließendes Waldgebiet, das sich durch die Pirschheide bis an den Templiner See erstreckt. Der etwa 875 Hektar große Wald ist eines der ältesten und hervorragenden Beispiele für die Verknüpfung von höfischer Tradition und Landschaftsgärtnerei.
Seit 1966 ist der Wildpark Bestandteil des Landschaftsschutzgebietes Potsdamer Wald- und Havelseengebiet. Erreichbar ist er u. a. über die Bahnstation Potsdam Park Sanssouci (früher: Wildpark), bekannt durch den Kaiserbahnhof. 

## Geschichte
Der Wildpark ist Teil des königlich preußischen Gesamtkonzeptes für die Brandenburger Kulturlandschaft und die Insel Potsdam. In kulturhistorischer Sicht geht er auf eine programmatische Anregung Johann Moritz Fürst von Nassau-Siegen zurück, der dem Großen Kurfürsten Friedrich Wilhelm, der bei seinem Aufenthalt 1634–1638 die Lustgärten nach niederländischem Vorbild kennengelernt hatte, als Statthalter der brandenburgischen Besitzung Kleve den bedeutsamen Rat für die Gestaltung von Deutschlands Streusandbüchse und die Insel Potsdam erteilte: „Dies Eyland muß ein Paradies werden“.
König Friedrich Wilhelm IV. befahl in Konsequenz zu seinen Abrundungs- und Erweiterungsbauten in Sanssouci 1843 seinem Hofgärtner Lenné die Anlage des Wildparks, der schon im 1833 erstellten „Verschönerungsplan der Umgebung von Potsdam“ enthalten ist, der seinerseits wiederum Teil des 180 km² großen landschaftsgestalterischen Gesamtkunstwerkes entlang der Havel war.
Für die Forstbeamten entwarf Ludwig Persius 1842 drei Forsthäuser als Eingangsgebäude am Rand des Wildparkes und die Wildmeisterei am Kellerberg in dessen Mitte. Nordwestlich außerhalb des eigentlichen Wildparks war schon 1841 die Entenfängerei entstanden, das Wohnhaus für den Wärter, der den seit 1694 zunächst am Kleinen Entenfängerteich eingerichteten Entenfang betrieb. Die Gebäude sind im italienischen oder „normännischen“ Stil errichtet. Ihr architektonischer Charakter nahm Bezug auf die Stimmung der Umgebung, wobei die italienische Stilvariante bei lichten, heiteren Partien zur Anwendung kam.
Die Wildmeisterei steht als größtes Gebäude im Zentrum der Anlage. Ursprünglich sollte sie noch durch einen von König Friedrich Wilhelm IV. als Teepavillon zu nutzendem Bauteil erweitert werden, dessen Ausführung aber unterblieb. In dem 2005 sanierten Haus ist die Waldschule untergebracht.
Das im normannischen Stil gehaltene Forsthaus Sanssoucitor wird heutzutage als Tierklinik genutzt. Die unmittelbar neben dem Gebäude auf zwei Torpfeilern aufgestellten Hirschfiguren von Christian Daniel Rauch (1777–1857) waren seit der Gestaltung durch Lenné und Persius ein wesentliches künstlerisches Element am jetzt nicht mehr vorhandenen Nordeingang des Jagdreviers. 1945 waren sie durch die Rote Armee beschlagnahmt und im Wünsdorfer Militärgelände vor dem Theater aufgestellt worden. Am 30. März 2006 kehrten sie in den Wildpark zurück.
Das Forsthaus Südtor befindet sich unmittelbar an der Bundesstraße 1 zwischen Potsdam und Geltow. Als einziger Bau im Wildpark ist das Forsthaus mit einer Rohziegelfassade errichtet, die allerdings mit einer Putzschlämme überzogen ist. Im sanierten Gebäude wurde 2006 eine Gaststätte eröffnet.
Im Nordwesten hat sich das zu Wohnzwecken genutzte Forsthaus Nordtor erhalten, welches sich in einem südländisch-italienischen Stilkleid präsentiert. Die Entenfängerei, welche sich nicht mehr auf dem Gebiet des eigentlichen Wildparks befindet, war ein typischer Bau im italienischen Villenstil mit Turm.
Seit Mitte des 20. Jahrhunderts ist der Wildpark ein frei zugängliches Erholungs- und Wandergebiet. Die prägenden Kiefernwälder wurden durch Laubholzarten ergänzt. Die Pflege und Gestaltung des Waldgebietes wird durch den Landesbetrieb Forst Brandenburg wahrgenommen.  

## Militärische Nutzung
Am Westrand des Wildparks befindet sich das Einsatzführungskommando der Bundeswehr. Es ist in der ehemaligen Kaserne der „Luftkriegsschule 3“ der Wehrmacht untergebracht. Unter dem Großen Entenfängerberg liegt die Bunkeranlage Kurfürst, wo sich im Zweiten Weltkrieg das Hauptquartier des Oberkommandos der Luftwaffe befand. Architekt dieser Anlage war Ernst Sagebiel. Sie steht teilweise unter Denkmalschutz.

## Verein Wildpark
Für die Verschönerung der Potsdamer Kulturlandschaft, insbesondere der Insel Potsdam und des Wildparks, und gegen Straßenbaumaßnahmen auf der Insel Potsdam und im Wildpark tritt der Wildpark e. V., Wildpark-West, ein.

## Wildpark-West
Am westlichen Rand des Wildparks befand sich eine frühere Domäne. Ab 1928 entwickelte sich die im Wald und am Havel-Ufer gelegene Siedlung Wildpark-West, idyllisch im Wald und am Havelufer gelegen. Die Siedlung ist ein Gemeindeteil vom Ortsteil Geltow, der zur Gemeinde Schwielowsee gehört.
Am nordwestlichen Rand des Wildparks befindet sich weiterhin die Kleinsiedlung Kuhfort, die zum Potsdamer Ortsteil Golm gehört.